# Veliero

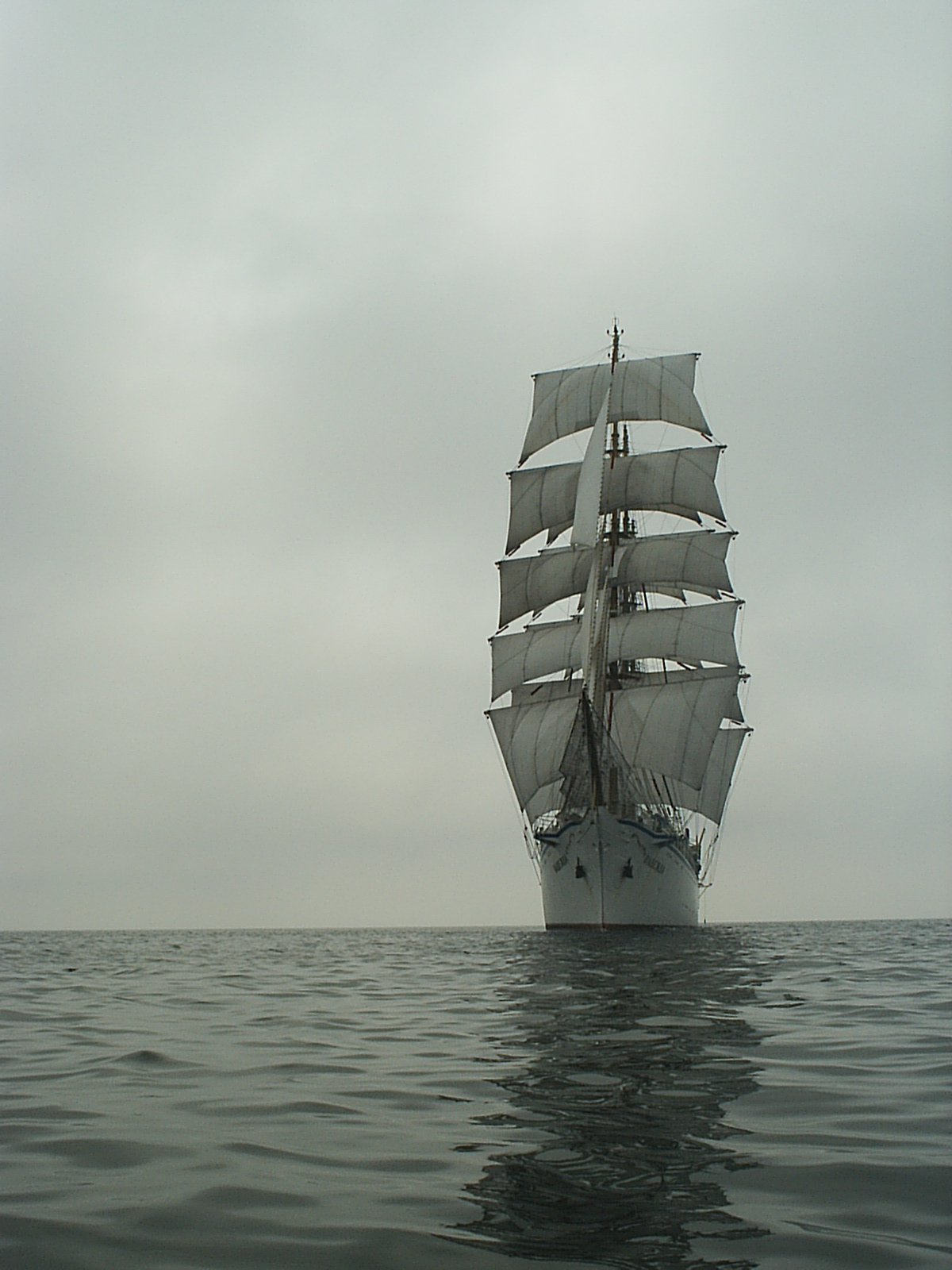
Un veliero.

Veliero è il termine generico per indicare un'imbarcazione che sfrutta principalmente (ed un tempo, esclusivamente) l'azione del vento per la propulsione, di dimensioni superiori a una comune barca a vela.

## Descrizione
Un veliero è composto essenzialmente dallo scafo e dall'alberatura. Nonostante ne esistano e ne siano esistiti molti in acciaio o con costruzione composita, qui ci riferiamo alla costruzione tradizionale in legno. L'intelaiatura interna è composta essenzialmente dalla chiglia, la trave di legno che ne costituisce la spina dorsale, e dalle ordinate, che determinano la larghezza della nave. Queste ultime possono essere di varia forma, a V o a U, a seconda della posizione e delle linee della nave.

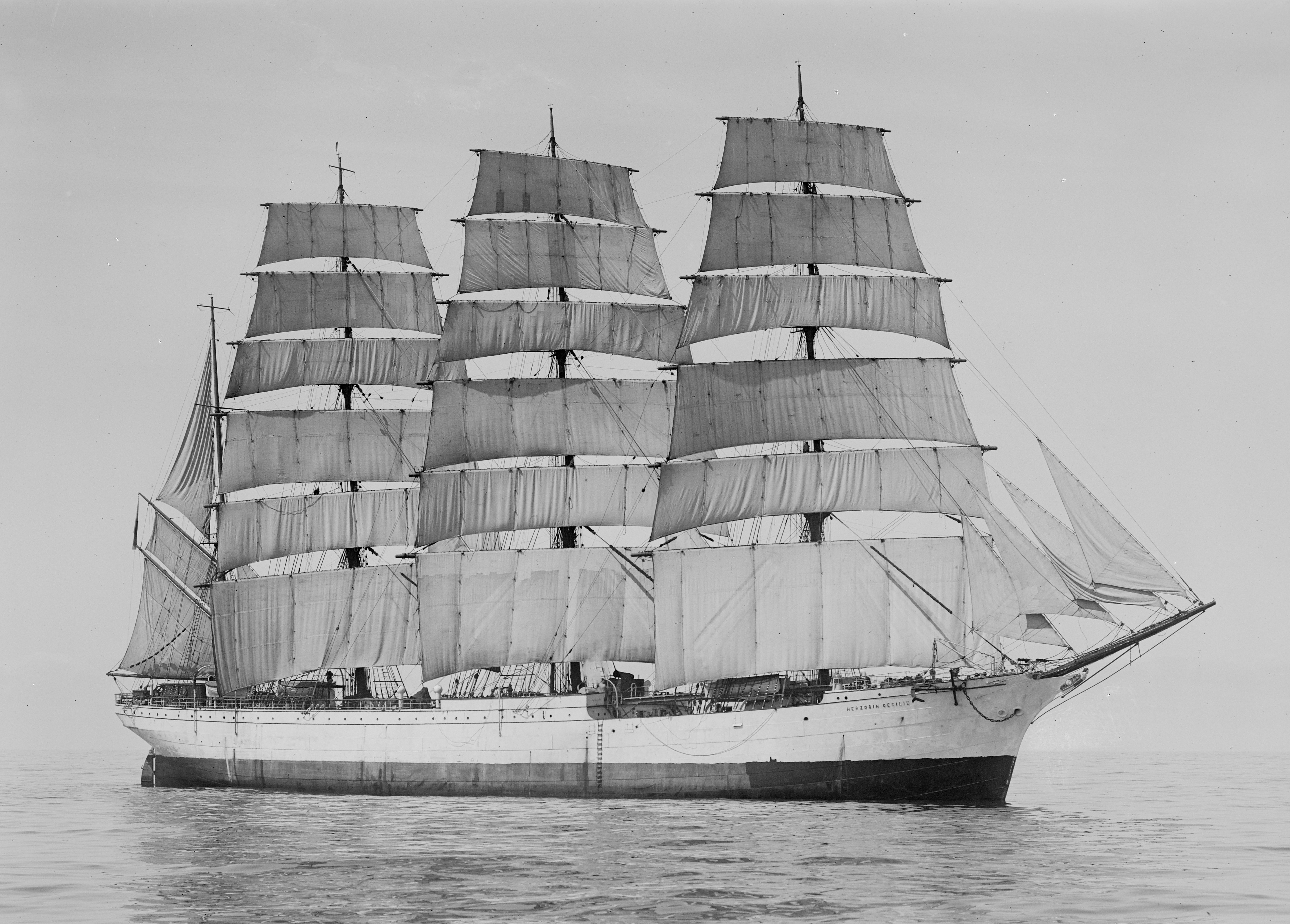
Nave a palo

Il fasciame, che cinge la nave, è realizzato con tavole di legno di varia larghezza, lunghezza e spessore. Nell'intercapedine tra due tavole, detta comento, c'è della stoppa incatramata, che viene inserita con l'operazione detta calafataggio, per assicurare l'impermeabilità dello scafo. Le suddivisioni interne dello scafo, in senso orizzontale, sono detti ponti. Il più alto ponte continuo è detto "di coperta"; i successivi vengono chiamati ponte di primo corridoio, di secondo corridoio e così via. In una nave da guerra sono invece noti come ponte di prima batteria, di seconda batteria e via dicendo. Le sovrastrutture, limitate in senso longitudinale ma non trasversale (che vanno cioè da banda a banda), sono dette "casseri", ("castello" nel caso di quella di prua). Se sono limitate anche trasversalmente, prendono il nome di "tughe". 

### Alberi
Gli alberi sono fissati sulla chiglia e salgono in maniera perpendicolare allo scafo, o quasi, salvo il bompresso, che segue una linea inclinata, sporgendo in maniera diagonale a prora.
I grandi bastimenti hanno il più delle volte quattro alberi. Andando da poppa verso prora, sono detti di mezzana, maestra e trinchetto. Il quarto albero, come già detto, sporge in diagonale oltre la prora della nave, e viene chiamato bompresso. Essi sono sostenuti dalle sartie, che sostengono l'albero trasversalmente, e dagli stralli che li sostengono longitudinalmente.

Schema di un Brigantino a palo

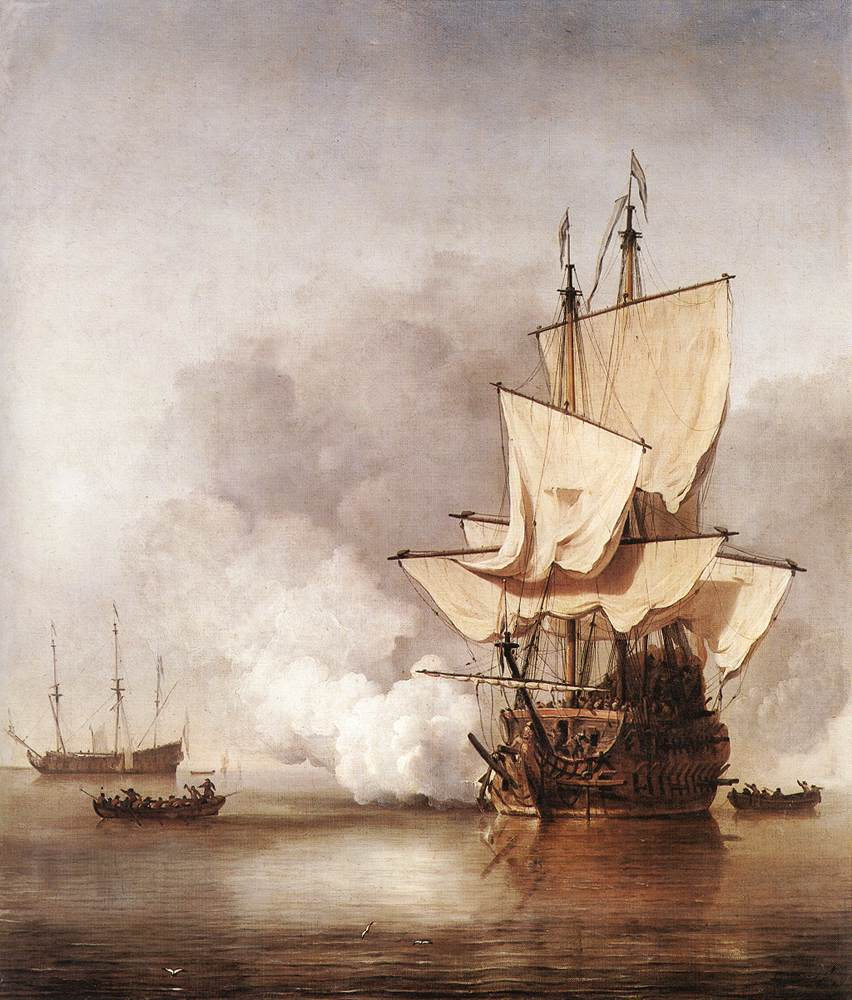
Vascello

Nel caso di velieri di grandi dimensioni gli alberi sono composti da più pezzi: tronco maggiore, albero di gabbia, alberetto e così via. Nel punto di congiunzione fra i vari spezzoni c'è una piattaforma detta "coffa" o "crocetta", a seconda della posizione sull'albero, e che ha lo scopo di dare quartiere alle sartie superiori, e di ospitare eventuali vedette. Sugli alberi, montati a formare una croce con questi ultimi, ci sono svariati pennoni a cui vengono inferite le vele. 

### Vele
Le vele sono fatte quasi sempre di tela olona, tessuta con una tecnica particolare. Possono essere in canapa, lino o cotone. Le prime due sono usate per fabbricare vele di ogni dimensione. Il cotone si usa invece solo per vele di piccole dimensioni. Le vele possono essere quadre o triangolari (dette a volte "di taglio").

## Tipologie
I velieri possono essere di vari tipi, a seconda del numero e tipo di alberi e di vele. Alcuni esempi:
- La nave o nave armata a nave è un bastimento di media portata a tre alberi, armati tutti con vele quadre, più il bompresso.
- La nave a palo è un bastimento a quattro alberi più il bompresso, i primi tre armati con vele quadre, il quarto, detto "palo", con vele auriche, di forma trapezoidale.
- Il brigantino a palo è un bastimento a tre alberi e bompresso, di media portata (600-2000 ton), con i primi due alberi armati con vele quadre, il terzo con vele auriche.